# Batak (Bulgaria)
Batak (en búlgaro, Батак) es una ciudad en la provincia de Pazardzhik, en el sur de Bulgaria. Es el centro administrativo del homónimo municipio de Batak. En el año 2009 la ciudad tenía una población de 3.498 habitantes.

## Geografía
Batak está situada en la ladera noroccidental de las montañas Ródope, a 1036 m s. n. m. La ciudad está rodeada por los picos cubiertos de pinos y bosques de abetos. El clima es continental templado, con una característica, los vientos son cálidos del sur. Batak fue declarada ciudad en 1964. Batak es uno de los municipios más grandes de Bulgaria en términos de territorio, tiene 667 km², ocupando el 15 % de la superficie de la provincia de Pazardzhik. El noventa por ciento del área municipal está cubierta de densos bosques.
Batak está situado a 15 km al sur de Peshtera y a 33 km al sur del centro regional de Pazardzhik. La estación de trenes más cercana está en Peshtera.

## Historia

### Antigüedad
En toda la región de Batak se han encontrado numerosos restos arqueológicos que datan de tiempos antiguos. En el año 1958 fue descubierto un yacimiento de la Edad de Piedra, se hallaron objetos de cerámica, vasos, herramientas, adornos, así como huesos de rinoceronte, lo que demuestra que el clima era más cálido en el Cuaternario. Se han registrado otros descubrimientos, tales como fortalezas, iglesias y monasterios, así como montículos de Tracia, puentes romanos, minas, fábricas y otros sitios arqueológicos.

### Orígenes
Los acontecimientos que condujeron a la fundación de Batak son poco conocidos, ya que no hay presencia de datos históricos. La hipótesis de algunos historiadores es que fue fundada por los búlgaros que escaparon de las fuerzas del Islam, que se encontraban en el valle de Chepino en el siglo XVI, esta teoría hoy es rechazada porque se considera que la existencia de la primera pueblo se remonta a épocas muy anteriores. Este hecho es confirmado por una "inscripción en la fuente de la Virgen María en el monasterio Krichim construido por el pueblo de Batak, en 1592, y también por un acto de posesiones feudales del sultán Suleimán I (1520-1566), que se menciona el nombre de ciudad. La prosperidad de la población, debido a la producción, transformación y comercialización de la artesanía de madera fue favorable para desarrollarse en las escuelas de la educación (las escuelas laicas se abrieron en el 1835). Batak dio muchos nombres de personas famosas durante el Renacimiento búlgaro, ejemplo de ello es Archimandrita Kiril, Georgi Busilin (autor de uno de los libros de la primera escuela) y Dragan Manchov.

### La revuelta contra los otomanos en abril
La población de Batak participó en el levantamiento de abril de 1876, contra los otomanos. El pueblo de Batak se rebeló el 22 de abril bajo la conducción del comandante Petar Goranov. El 30 de abril el pueblo estaba rodeado por unidades del ejército otomano  llamados bashi-bozouk. Las batallas se llevaron a cabo durante cinco días. El último reducto de los rebeldes era la iglesia de San Nedelya.
Al final de cinco mil personas perdieron la vida y el pueblo fue quemado hasta convertirse en cenizas. Las noticias de las atrocidades se extendieron por todo el mundo. El clamor público creó condiciones favorables para que Rusia declarara la guerra a Turquía. El 20 de enero de 1878 el pueblo de Batak que habían sobrevivido a la insurrección con entusiasmo se reunió con el ejército ruso de avanzada.

### La historia contemporánea
Hoy Batak es un moderno pueblo renovado famoso por sus monumentos históricos y un importante centro turístico compuesto por casas que se han construido a lo largo de las orillas del Dique Batak. Cuenta además con un sistema de energía hidroeléctrica, compuesto por tres represas que se construyeron en la década de 1950.

### Galería de imágenes

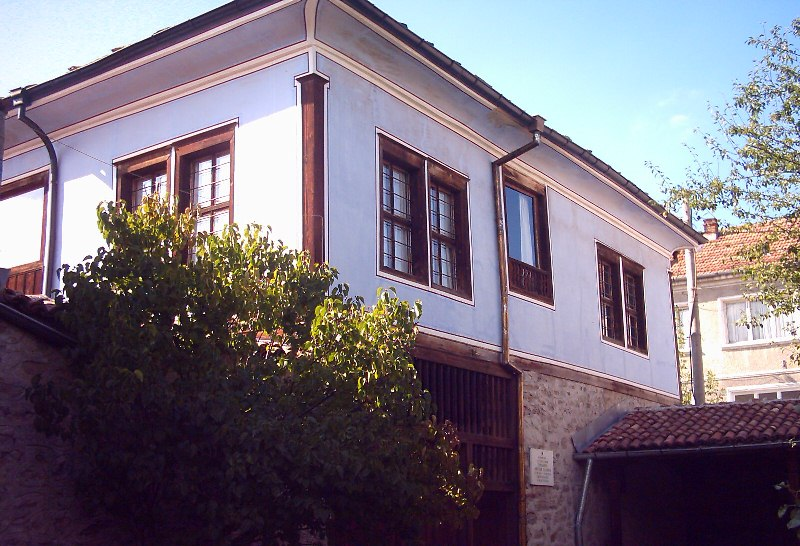
Vista de una casa en Batak
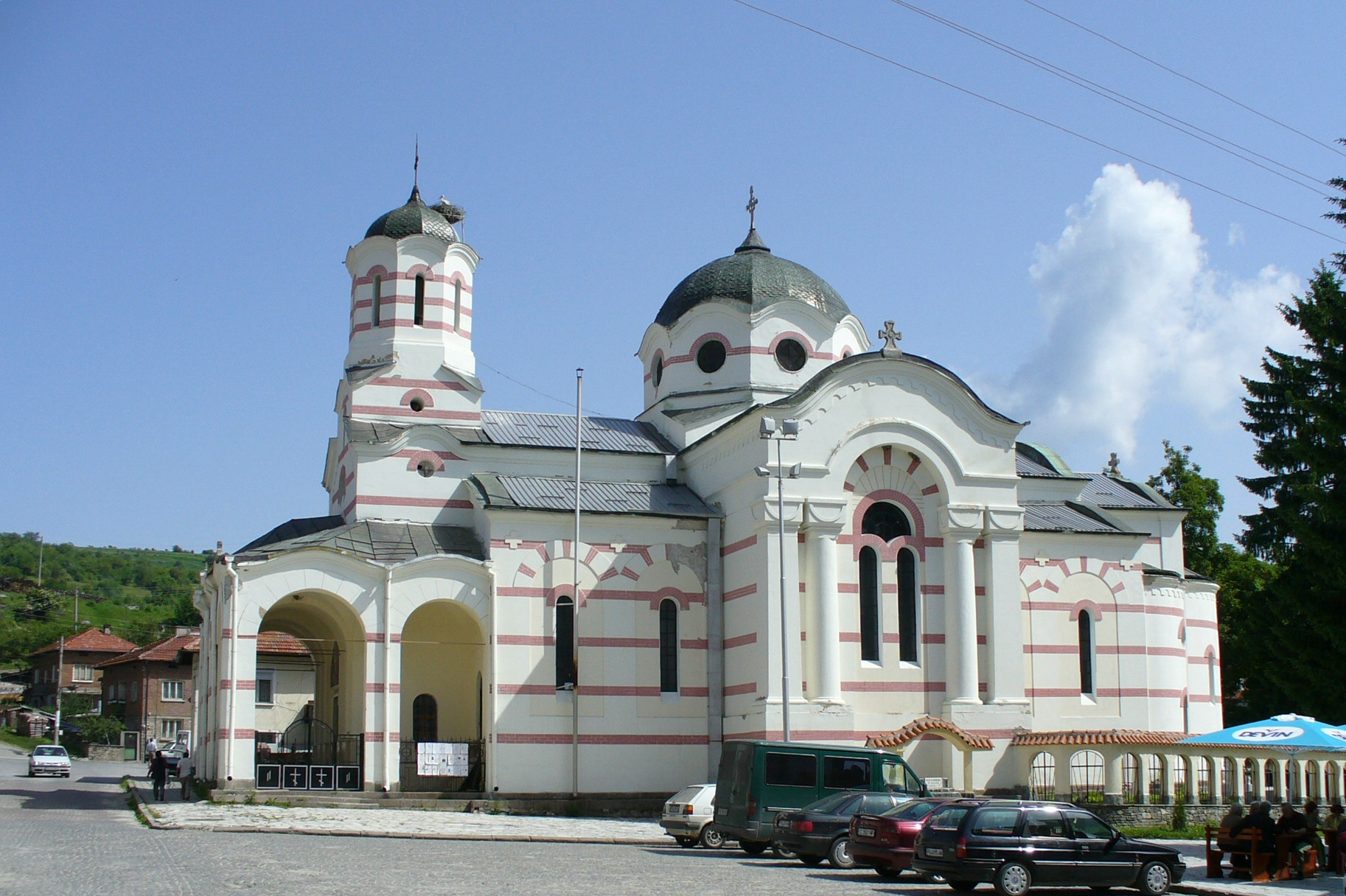
Iglesia ortodoxa en Batak
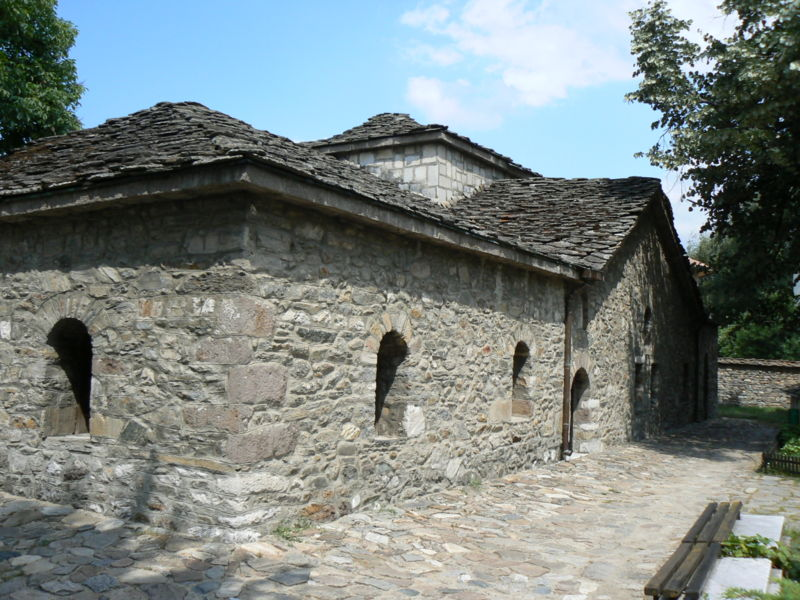
Iglesia "Sveta Nedelya"
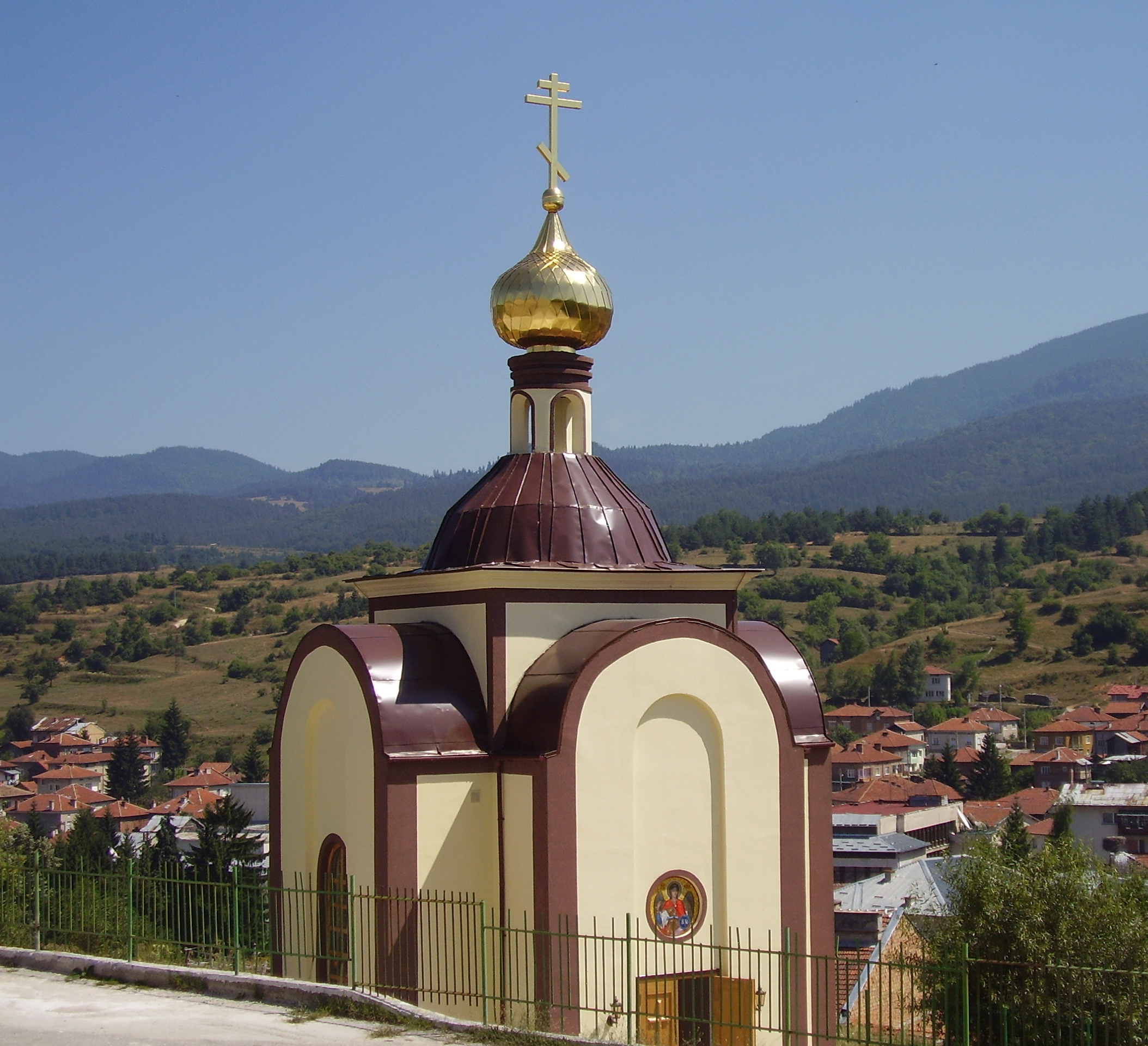
Iglesia en Batak
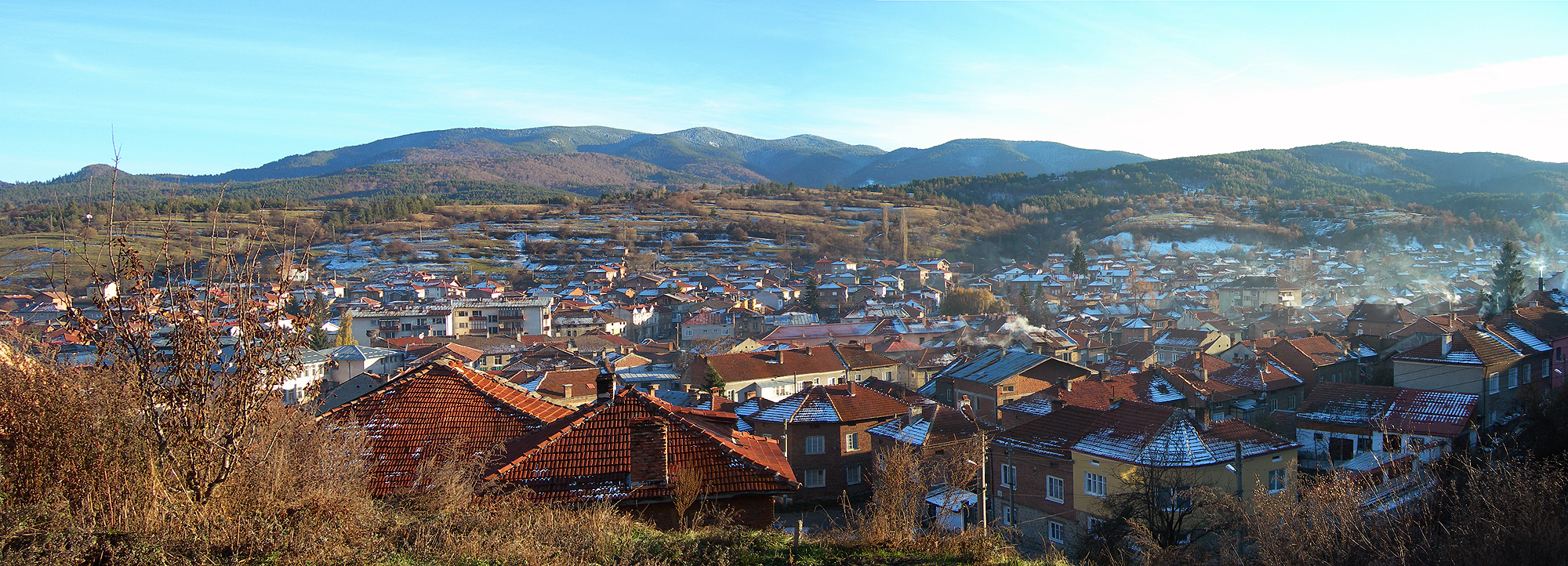
Vista panorámica de Batak
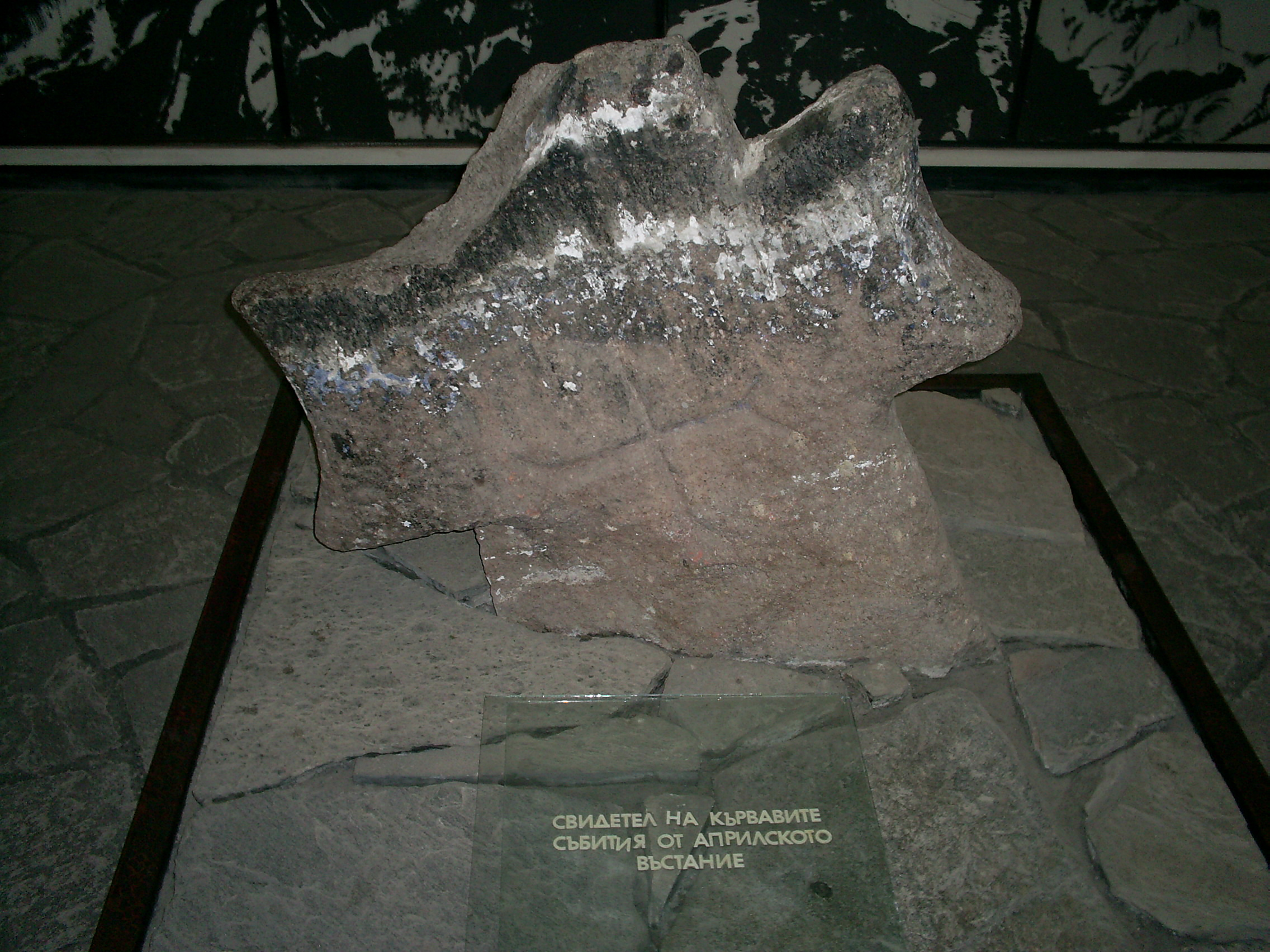
Resto de una cruz en Batak